# Metropolia Nueva Pamplona
Metropolia Nueva Pamplona – metropolia rzymskokatolicka w Kolumbii utworzona 29 maja 1956 roku.

## Diecezje wchodzące w skład metropolii
- Archidiecezja Nowa Pamplona
  - Diecezja Arauca
  - Diecezja Cúcuta
  - Diecezja Ocaña
  - Diecezja Tibú

## Biskupi
- Metropolita: abp Jorge Alberto Ossa Soto (od 2019) (Pamplona)
- Sufragan: bp Jaime Cristóbal Abril González (od 2019) (Arauca)
- Sufragan: bp José Libardo Garcés Monsalve (od 2021 (Cúcuta)
- Sufragan: sede vacante (Ocaña)
- Sufragan: bp Israel Bravo Cortés (od 2022) (Tibú)

## Główne świątynie metropolii
- Archikatedra św. Klary w Pamplonie
- Katedra św. Barbary w Arauca
- Katedra św. Józefa w Cúcuta
- Katedra św. Anny w Ocaña
- Katedra św. Ludwika Bertranda w Tibú